# Martin Atkins
Martin Atkins (Coventry, 3 agosto 1959) è un batterista inglese, noto soprattutto per la sua militanza nei gruppi Public Image Ltd. e Killing Joke fra il 1979 e il 1990.
Ha anche capeggiato formazioni parallele quali Brian Brain e The Damage Manual, ritrovando in quest'ultima Jah Wobble, già nei Public Image Ltd., e Geordie, già nei Killing Joke.
Negli anni novanta ha contribuito alla scena industrial collaborando con i gruppi più rappresentativi di questo genere come Ministry e Nine Inch Nails, nonché formando una propria band chiamata Pigface, con all'attivo alcuni album, composta da componenti di vari gruppi tra cui lo stesso Trent Reznor (Nine Inch Nails), membri degli Skinny Puppy, Apollo 440, Revolting Cocks, Big Black, eccetera.